# 小阪産病院
小阪産病院（こさかさんびょういん）は、大阪府東大阪市にある、医療法人竹村医学研究会（財団）が運営する産婦人科専門病院。同グループには婦人科と乳腺外科専門のクリニックである小阪レディースクリニックや産後の母の支援を行う産後ケアセンター小阪がある。

## 概要
医療法人竹村医学研究会（財団）小阪産病院は1931年（昭和6年）の開設以来、90余年の間“小阪の産院さん”、"小阪産院"とも呼ばれ、地域の方に親しまれている出産を専門に扱う病院である。東大阪市をはじめ大阪市内、大東市、八尾市、生駒市等大阪東部から奈良県西部までの出産専門施設として、この地域の一次周産期医療施設として認識されている。
自院で一貫した周産期管理を行っているが、妊娠初期・中期の妊婦健診は診療所、妊娠後期の妊婦健診と分娩は小阪産病院で行う「セミオープンシステム」も活用し、地域に根差した周産期医療を展開している。特に不妊治療に関しては同市内にあるIVF大阪クリニックと強い協力体制を築き、出産後の支援は隣接する産後ケアセンター小阪でフォローする体制を確立している。年間分娩数2,007件（2021年度）は日本で9番目、大阪では2番目に多い件数。
また、厚生労働省や内閣府、大阪府等も後援する体験型マタニティーイベント「マタニティーカーニバル」の実行施設。「あたたかい医療」の提供を実現することを目的として、北海道から九州まで全国の有名産婦人科病院が共通の理念のもとに設立したHIS（Hospital Interpersonal Service）研究会に加盟。

## 成り立ち
創立者は竹村直治である。1931年（昭和6年7月10日）、現在も隣接する「延命寺」の住職、大前聖順が創設した「小阪産院」を引き継ぐという形で小阪産病院が誕生した。延命寺の本尊、地蔵菩薩坐像はゆったりした衣紋が腹帯のように見えることから昔から地元の人たちに「腹帯地蔵」と呼ばれて親しまれ、現在も多くの市民が訪れている。

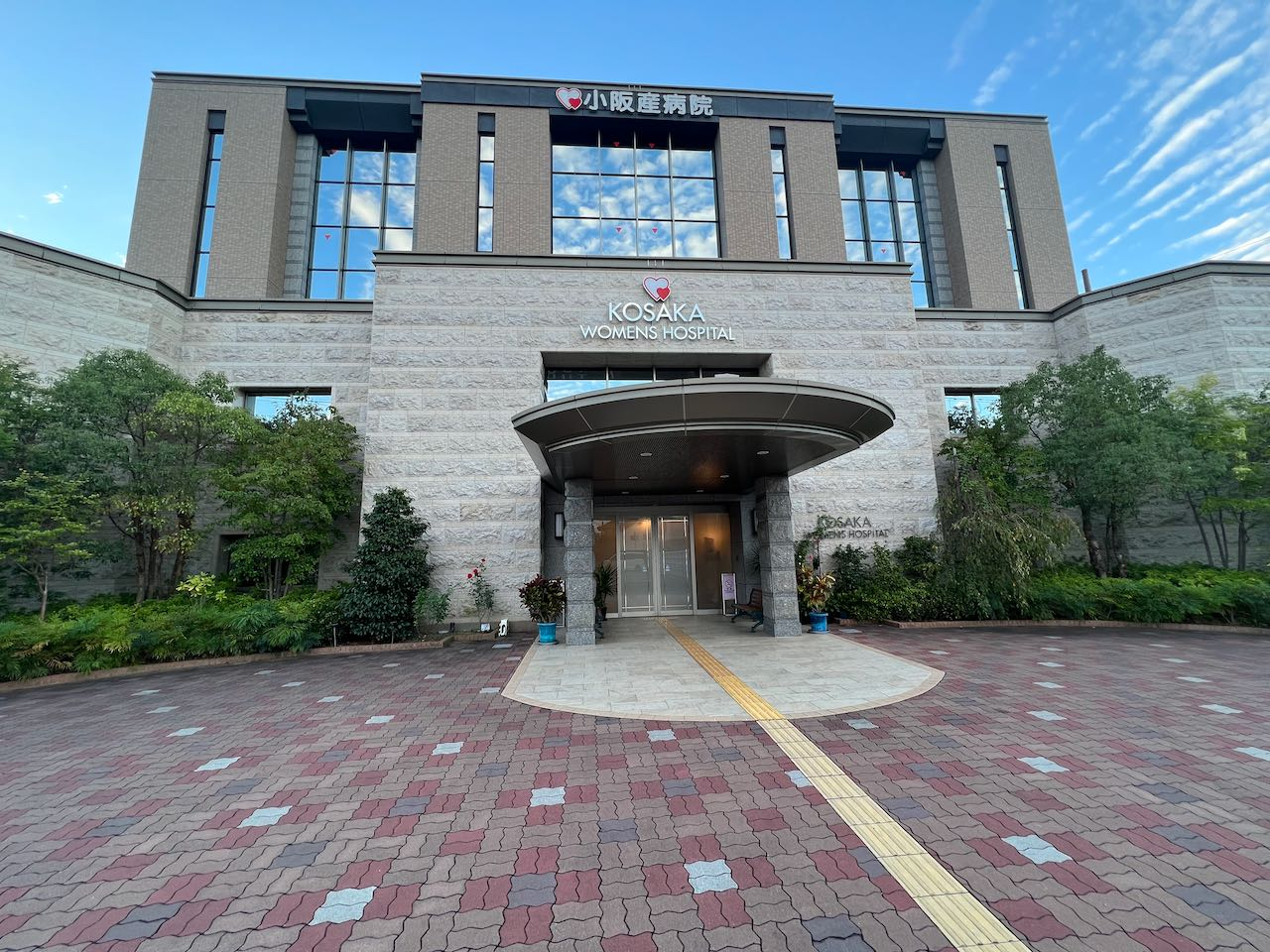
大阪府東大阪市の小阪産病院

竹村直治初代院長の植物好きもあり、当時から小阪産病院の庭園はいつも花が咲き、蝶やトンボが集まり、鳥が羽を休めるエリアであった。現在もその一部は残っており、Garden Cafe OASISとして地域の人にも開放されている。
前理事長である竹村秀雄は1969年（昭和44年）に二代目院長に就任した。
1986年（昭和61年）に大阪産婦人科医会が緊急医療体制として立ち上げた、産婦人科診療相互援助システム（OGCS）の発足メンバーである。
また、専門技師による超音波スクリーニング検査体制を確立し、現在では必須となっている内診時の経腟超音波検査の先駆けとなった。
2024年（令和6年）に竹村真紀が理事長へ、伊尾紳吾が院長へ就任した。妊婦へのRSウィルスワクチンに加えて、小児予防接種にも力を入れている。

## 診療科
- 産科
- 婦人科
- 乳腺外科（小阪レディースクリニック）
- 麻酔科
- 小児科

## 沿革
- 1931年 - 創設
- 1965年 - 鉄筋4階建新病棟建設（42床 旧病院南館）
- 1994年 - 竹村志づゑ会長、竹村秀雄理事長兼院長就任
- 1999年 - 日本医療機能評価機構より認定
- 2004年 - 日本医療機能評価機構更新認定（2回目）
- 2008年 - DPC対象病院となる（産婦人科単科病院では日本初）
- 2015年 - 新病院竣工（LDR6床を含む61床）
- 2015年 - 小阪レディースクリニック開院
- 2015年 - 産後ケアセンター小阪設立
- 2021年 - 企業主導型保育所 キッズハウス小阪 開所

### 医療技術
2021年（令和3年）年間実績：
分娩件数：2,007件
帝王切開数：緊急208件 予定185件
経腟分娩：1,614件 うち無痛分娩130件
入院1日平均患者数：34人
外来1日平均患者数 ：132人

## 関連施設
- 小阪レディースクリニック（隣接）
- 産後ケアセンター小阪（隣接）
- 企業主導型保育所キッズハウス小阪（隣接）

## 周辺施設
- 産後ケアセンター小阪（隣接）
- 大阪樟蔭女子大学（徒歩3分）
- 司馬遼太郎記念館（徒歩10分）

## 交通アクセス
- 近鉄奈良線「河内小阪駅」下車 南へ徒歩5分
- JRおおさか東線「JR河内永和駅」下車 徒歩10分
- 阪神高速東大阪線
  - 高井田出口より約10分
  - 東大阪荒本出口より約15分
- 近畿自動車道
  - 東大阪北出口より約15分
  - 東大阪南出口より約10分
- 駐車場61台